# Mitromorpha karpathensis
Mitromorpha karpathensis é uma espécie de gastrópode do gênero Mitromorpha, pertencente a família Mitromorphidae.